# Siphona nigra
Siphona nigra là một loài ruồi trong họ Tachinidae.